# Phora pilifrons
Phora pilifrons är en tvåvingeart som beskrevs av Rudolf Beyer 1958. Phora pilifrons ingår i släktet Phora och familjen puckelflugor.
Artens utbredningsområde är Burma. Inga underarter finns listade i Catalogue of Life.